# Martin-Linzer-Theaterpreis
Der Martin-Linzer-Theaterpreis ist ein von der Fachzeitschrift Theater der Zeit vergebener Preis für Ensembles im deutschsprachigen Raum.

## Charakteristik
Der Martin-Linzer-Theaterpreis wird seit 2017 jährlich von der Fachzeitschrift Theater der Zeit in Erinnerung an den langjährigen Kritiker und Chefredakteur (1991–1999) der Zeitschrift Martin Linzer (1931–2014) vergeben. Gewürdigt werden sollen herausragende künstlerische Leistungen eines Ensembles oder einer freien Gruppe im deutschsprachigen Raum. Die Wahl des Preisträgers entscheidet ein jährlich wechselnder Alleinjuror.
 

## Preisträger
- 2023: Seebühne Hiddensee[1]

- 2022: Theaterhaus Jena: Kollektiv Wunderbaum[2]

- 2021: Stuttgarter Autor:innentheater Rampe[3]

- 2020: Schauspielhaus Bochum[4]

- 2019: Staatstheater Braunschweig[5]

- 2018: Theater Thikwa[6]

- 2017: Schauspiel Leipzig[7]

## Einzelbelege
1. ↑  Martin Linzer Theaterpreis 2023 für die Seebühne Hiddensee (tdz.de), abgerufen am 28. Januar 2024
2. ↑  Die Jenaer Wunderblüte (tdz.de), abgerufen am 28. Januar 2024
3. ↑  Grenzenlose politische Theaterkunst (tdz.de), abgerufen am 28. Januar 2024
4. ↑  theater:pur in NRW: Schauspielhaus Bochum erhält Martin Linzer-Theaterpreis, abgerufen am 2. Mai 2020
5. ↑  Theater der Zeit Theater-News Auszeichnung: Martin-Linzer-Theaterpreis 2019 geht an das Staatstheater Braunschweig, abgerufen am 2. Mai 2020
6. ↑  Theater der Zeit Theater-News: Martin-Linzer-Theaterpreis 2018 geht an das Theater Thikwa in Berlin, abgerufen am 2. Mai 2020
7. ↑  Theaterkompass: Schauspiel Leipzig ausgezeichnet mit dem Martin-Linzer-Theaterpreis 2017, abgerufen am 2. Mai 2020